# (23904) Amytang
(23904) Amytang est un astéroïde de la ceinture principale d'astéroïdes.

## Description
(23904) Amytang est un astéroïde de la ceinture principale d'astéroïdes. Il fut découvert le 21 septembre 1998 à Socorro (Nouveau-Mexique) par le projet LINEAR. Il présente une orbite caractérisée par un demi-grand axe de 2,57 UA, une excentricité de 0,14 et une inclinaison de 8,6° par rapport à l'écliptique.

## Compléments